# Amyema thalassia
Amyema thalassia är en tvåhjärtbladig växtart som beskrevs av Bryan Alwyn Barlow. Amyema thalassia ingår i släktet Amyema och familjen Loranthaceae. Inga underarter finns listade i Catalogue of Life.